# Rowena Sweatman
Rowena Sweatman (Feltham, 10 de febrero de 1968) es una deportista británica que compitió en judo. Ganó dos medallas en el Campeonato Europeo de Judo en los años 1994 y 1995.
Participó en los Juegos Olímpicos de Atlanta 1996, donde finalizó séptima en la categoría de –66 kg.

## Palmarés internacional
| Campeonato Europeo | Campeonato Europeo       | Campeonato Europeo | Campeonato Europeo |
| Año                | Lugar                    | Medalla            | Categoría          |
| ------------------ | ------------------------ | ------------------ | ------------------ |
| 1994               | Gdańsk (Polonia)         | Medalla de oro     | –66 kg             |
| 1995               | Birmingham (Reino Unido) | Medalla de bronce  | –66 kg             |